# منتخب صربيا لكرة الماء للسيدات
منتخب صربيا لكرة الماء للسيدات (بالصربية: Женска ватерполо репрезентација Србије)‏ هو ممثل صربيا الرسمي في المنافسات الدولية في كرة الماء للسيدات
.